# Tapalapa
Tapalapa es una localidad del estado mexicano de Chiapas, cabecera del municipio homónimo. 

## Geografía
Está ubicada en la posición 17°11′23″N 93°6′17″O / 17.18972, -93.10472, a una altitud de 1718 m s. n. m.

## Demografía
Cuenta con 2272 habitantes lo que representa un incremento promedio de 1.6% anual en el período 2010-2020 sobre la base de los 1940 habitantes registrados en el censo anterior. Ocupa una superficie de 0.4204 km², lo que determina al año 2020 una densidad de 5405 hab/km².
| Gráfica de evolución demográfica de Tapalapa entre 2000 y 2020    |
|                                                                   |
| Fuente: Instituto Nacional de Estadística Geografía e Informática |

La población de Tapalapa está mayoritariamente alfabetizada (9.29% de personas analfabetas al año 2020) con un grado de escolarización en torno de los 8 años. El 93.18% de la población es indígena.